# Сага о йомсвикингах
«Са́га о йо́мсви́кингах» (др.-сканд. Jómsvíkinga saga) — самая спорная из дошедших до нас саг. Она повествует о полулегендарном военном братстве йомсвикингов и их обычаях, рассказывает об основании Йомсборга и гибели йомсвикингов в морском сражении при Хьёрунгаваге в 986 году.
Сага существует в двух независимых версиях и различных сокращениях, основанных на них. Основными источниками являются манускрипты AM 291 4to и GkS 1005 fol..

## История
Сага сохранилась в нескольких списках разных периодов, например в «Книге с Плоского острова» (GkS 1005 fol.). Повествование в разных списках может представлять разные вариации и компиляции этой саги. Лучшей автономной версией считается манускрипт AM 291 4to.
Существует мнение, что сага, изначально существовавшая в устной традиции, разделилась на две версии почти сразу после того как её записали. Однако исландский филолог Олаф Халлдорссон (исл. Ólafur Halldórsson) утверждает, что обе версии саги уже изначально были записаны отдельно из устной традиции.
История, описанная в саге, оказала влияние и на другие древнескандинавские произведения, такие, например, как «Сага о Кнютлингах», «Сага о фарерцах» и «Сага о Ньяле». Заметно влияние саги и в сборниках «Красивая кожа» и «Круг земной». Эта история также упоминается в «Gesta Hammaburgensis ecclesiae pontificum» Адама Бременского.

## Содержание
Первая часть саги посвящена борьбе Свейна Вилобородого, внебрачного сына датского короля Харальда Синезубого, со своим отцом за престол при поддержке легендарного вождя Палнатоки (др.-сканд. Pálnatóki или Pálna-Tóki). Заканчивается она убийством короля Харальда Палнатоки. Кульминацией повествования является поражение йомсвикингов в морском сражении при Хьёрунгаваге в 986 году, когда ярл Сигвальд привёл йомсвикингов в Норвегию, чтобы низложить ярла Хакона.

## Достоверность
Согласно Саге о йомсвикингах, братство йомсвикинги базировались в полулегендарном городе-крепости Йомсборг, основанной Палнатоки. Хотя наиболее вероятным местом нахождения Йомсборга считают польский город Волин, также существует мнение, что Йомсборг относился к категории так называемых «круговых замков» и, следовательно, представлял собой лишь укрепленный военный лагерь.
В саге есть подробное описание порядков, устройства и деятельности общины йомсвикингов, основанных на ограничениях, клятвах и верности братству. Однако, описанные в ней идеалы присущи, скорее, рыцарству периода позднего средневековья, чем скандинавам описываемого периода, стремившихся к личной свободе.
Археологические данные пока лишь подтверждают саму возможность существования того, что сказано в саге. Местонахождение Йомсборга так и не определено, поэтому существование этой крепости, как и самих йомсвикингов, пока подвергается сомнению.